# 冨田恵子
冨田 恵子（とみた けいこ、1937年1月1日 - ）は、日本の女優。旧芸名：富田 恵子。
神奈川県横浜市神奈川区出身。捜真女学校高等学部卒業。俳優座養成所第7期生。青年座映画放送所属。姉は女優の草笛光子。
第17回菊田一夫演劇賞受賞。特技は清元、三味線、鼓、日舞。

## 出演

### 舞台
- 屋根の上のヴァイオリン弾き
- ビツクリバー
- 化粧
- 油屋おこん
- 女三の官
- 芝櫻
- ローマの休日
- サウンド・オブ・ミュージック
- マイ・フェア・レディ
- 細雪
- 女たちの忠臣蔵

### 映画
- 天国と地獄（1963年）
- 赤ひげ（1965年）
- 泣きながら笑う日（1976年）
- 悪魔の手毬唄（1977年）
- 着信アリ（2004年）
- 救いたい（2014年）
- 九十歳。何がめでたい（2024年）[4]

### テレビドラマ
- 海峡のうた（1959年、NHK総合）
- 平和屋さん（1959年、NHK総合）
- 虹の国から（1960年、KR）
- 松本清張シリーズ・黒い断層 第17・18回「顔」（1960年、KR）
- 風と青春（1961年、NHK総合）
- 窓を開けば風がはいる（1963年、NHK総合）
- 甲州遊侠伝 俺はども安 第4話「おりは受難」（1965年、フジテレビ）
- 人形佐七捕物帳 第3話「日本左衛門」（1965年、NHK総合）
- 連続テレビ小説（NHK総合）
  - おはなはん（1966年 - 1967年）
  - 水色の時（1975年） - 平塚光恵 役
  - いちばん星（1977年）
- 柳橋物語（1967年、NHK総合）
- 大河ドラマ（NHK総合）
  - 黄金の日日（1978年）第42話「先陣争い」- 奉公人
- 江戸プロフェッショナル・必殺商売人 第14話「忠義を売って得を取れ! 」（1978年、朝日放送） - おくめ
- 横溝正史シリーズII / 仮面劇場（1978年、毎日放送）
- 土曜ワイド劇場（テレビ朝日）
  - 「鮮やかな完全犯罪」（1979年）
  - 「松本清張の書道教授・消えた死体」（1982年）
  - 「露天風呂の女」（1987年）
  - 「北海道湯けむりツアー殺人事件」（1988年）
  - 「喪服を着た花嫁」（1990年）
- 眠狂四郎 円月殺法 第17話「美女姫みがわり残念剣 -白須賀の巻-」（1983年、テレビ東京） - 楓
- 若草学園物語（1983年、日本テレビ）
- ザ・サスペンス / スイートホーム殺人事件（1983年、TBS）
- 大奥 第39話「盗まれた青春」（1984年、関西テレビ）
- 太陽にほえろ! 第612話「怒れる狙撃者」（1984年、日本テレビ）
- 土曜ドラマスペシャル / 太平洋ベビー（2）（1989年、TBS）
- 木曜ゴールデンドラマ / 一人っ子同士の結婚（1991年、よみうりテレビ）
- 破裂（2015年、NHK総合） - 厨静江 役
- 水族館ガール（2016年、NHK総合） - 田所厚子 役
- 日曜ワイド「深層捜査2」（2017年、テレビ朝日） - 窪田美子 役
- 逃亡花（2018年、BSテレビ東京） - 黒木香苗 役
- 結婚相手は抽選で（2018年、東海テレビ） - 冬村紅子 役
- 白日の鴉1（2018年、テレビ朝日） - 須本直樹の母 役
- 直撃!シンソウ坂上SP「元号をとれ！」（2019年、フジテレビ） - 貝塚茂樹夫人
- その女、ジルバ 第7話（2021年、東海テレビ）
- 月曜プレミア8「当番弁護士 梶原藤子の事件ファイル2」（2021年、テレビ東京） - 飯沼芙美 役
- ミステリと言う勿れ 第6話（2022年2月14日、フジテレビ） - 宗像冴子 役

### 吹き替え
- OK牧場の決斗　ー　(ジョー・ヴァン・フリート) ※テレビ朝日版
- おとぎの国　#1 「ナイチンゲール」　ー　千鶴姫(リサ・ルー) ※NHK版
- 大人は判ってくれない　ー　母(クレール・モーリエ) ※NHK版
- 女ともだち　ー　(エレオノラ・ロッシ・ドラゴ) ※NHK版
- 風と共に去りぬ（日本テレビ新録版） - エレン・オハラ
- 帰郷　ー　ペニー(アン・バクスター) ※NET版
- キング・ソロモン　ー　エリザベス(デボラ・カー) ※NHK版
- 黒いチューリップ　ー　コルデーヌ(ドーン・アダムズ) ※NET版
- 警部マクロード　「シドニーの鮫」ー　ジェニファー(ロウィーナ・ウォレス)
- コロネットブルーの謎　「追われる男」　ー　マーガレット(ジュリエット・ミルズ)
- サタンバグ　ー　(アン・フランシス)
- さようならパリ　ー　グラディス(フランソワーズ・プレボー) ※NHK版
- 少年が知っている　ー　モリー・ウィルソン(ベリンダ・リー) ※NHK版
- 真説西部英雄伝　ー　セーラ(ジェーン・アレクサンダー)
- 0011ナポレオン・ソロ  #5 - クリス（ジョーン・オブライエン）
- 大草原の小さな家　「にせの牧師さん」ー　マティ(ジューン・C・キャッシュ)
- 探偵キャノン　「消えた銃声」ー　ニーナ(キャロル・ロッセン)
- 探偵ストレンジ　「ミルナー交際クラブ事件」ー　テッサ(ジェラルディン・モファット)
- 逃亡者　#6 (エミリー・ノートン<パット・クローリー>), #107 「愛の価格」ー　フェリス・グリア(アン・フランシス)
- ドクターウェルビー　「心をこめてさようなら」ー　ルース(スーザン・クラーク)
- 特攻ギャリソン・ゴリラ　#24 ー　"公爵夫人"(ジーナ・ローランズ>)
- にがい米　ー　フランチェスカ(ドリス・ダウリング) ※NHK版
- ハニーにおまかせ（アン・フランシス）
- バラの肌着　(ローレン・バコール)
- ヒッピーの女　(ナンシー・ゲイツ)
- プッチーニ　#5「トゥーランドット」ー　シビル・セリグマン(イングリッド・チューリン)
- プリズナーNO.6 #2 「ビッグベンの鐘」ー　NO.8(ナディア・グレイ)
- 弁護士ジャッド　#9 「市民リッター」ー　マリリン(ポーラ・ウェイン)、「裏切り者」ークレア(ルイーズ・ラサム)
- マルタの鷹（メアリー・アスター）
- 燃える洞窟　ー　シーラ(ジル・メルフォード)
- リオ・グランデの砦　(モーリン・オハラ) ※TBS版
- 忘れな草　ー　(ザビーネ・ベートマン) ※NHK版

### その他
- 一枚の写真（フジテレビ）
- クイズ!脳ベルSHOW（BSフジ）